# Van der Lely van Oudewater

Van der Lely van Oudewater is een oorspronkelijk Rotterdams geslacht waarvan leden sinds 1815 tot de Nederlandse adel behoren en dat in 1885 uitstierf.

## Geschiedenis
De stamreeks begint met Barent Pietersz die lijndraaier was en in 1625 in Rotterdam werd begraven. Zijn kleinzoon, Adriaen (1630-1703), nam de naam Van der Lely aan en werd bestuurder van Delft, Schieland en Rotterdam. Ook zijn nageslacht leverde bestuurders.
Bij KB van 21 augustus 1815 werd een nazaat, mr. Jacob van der Lely van Oudewater (1769-1825), verheven in de Nederlandse adel en verkregen hij en zijn nageslacht het adelspredicaat jonkheer/jonkvrouw. Met een dochter stierf het adellijke geslacht in 1885 uit.